# Phlyctocythere
Phlyctocythere is een geslacht van kreeftachtigen uit de klasse van de Ostracoda (mosselkreeftjes).

## Soorten
- Phlyctocythere caudata Hartmann, 1979
- Phlyctocythere curva Bold, 1988 †
- Phlyctocythere deviata Ruan in Zeng, Ruan, Xu, Sun & Su, 1988
- Phlyctocythere eocaenica Keij, 1958 †
- Phlyctocythere fennerae Mostafawi, 1992
- Phlyctocythere globosa (Schornikov, 1965)
- Phlyctocythere globulata Donze, 1968 †
- Phlyctocythere hamanensis Ikeya & Hanai, 1982
- Phlyctocythere huangshihguni Hu & Tao, 2008
- Phlyctocythere ninghsieni Hu & Tao, 2008
- Phlyctocythere procera Herrig, 1992 †
- Phlyctocythere recta Bold, 1988 †
- Phlyctocythere reniformis Ahmad, Neale & Siddiqui, 1991 †
- Phlyctocythere reticulosa Hao (Yi-Chun) in Ruan & Hao (Yi-Chun), 1988
- Phlyctocythere retifera Bonaduce, Masoli & Pugliese, 1976
- Phlyctocythere shihkui Hu & Tao, 2008
- Phlyctocythere sicula Sciuto & Pugliese, 2013
- Phlyctocythere stricta Bold, 1988 †
- Phlyctocythere yatzui (Kajiyama)
- Phlyctocythere yueyunnae Hu, 1986 †